# غوستافو غوتيريز (عالم عقيدة)
غوستافو غوتيريز ميرينو (بالإسبانية: Gustavo Gutiérrez Merino) (من مواليد 8 يونيو 1928)، فيلسوف بيروفي، ولاهوتي دومينيكاني يعتبر واحدًا من مؤسسي لاهوت التحرير. وهو حاصل حاليًا على أستاذية جون فرنسيس أوهارا في اللاهوت بجامعة نوتردام، وكان سابقًا أستاذاً زائراً في العديد من الجامعات الكبرى في أمريكا الشمالية وأوروبا.
درس الطب والأدب في جامعة سان ماركوس الوطنية، حيث شارك أيضًا في العمل الكاثوليكي، الذي أثر بشكل كبير على حججه اللاهوتية. في كلية اللاهوت في لوفين في بلجيكا وليون بفرنسا، بدأ دراسة اللاهوت. قام بالتدريس في جامعة ميشيغان، هارفارد، كامبريدج، بيركلي، جامعة مونتريال، من بين جامعات أخرى.
يهدف تركيزه اللاهوتي إلى ربط الخلاص والتحرير من خلال الخيار التفضيلي للفقراء، أو التركيز على تحسين الظروف المادية للفقراء. من خلال مدرسة الفكر هذه، يقترح جوتيريز سؤالين.
- هل لهذه المسألة نظامان متوازيان -وبكلمة أخرى نهاية مستقلة وعلمانية للإنسانية ووحي خارق للطبيعة- بحيث تمشي البشرية في طريقي المعرفة والحياة بانفصال تام عن أحدهما؟ أو هل البشرية في وحدتها العميقة مع ذاتها، مأمورة من الرب بأن تبني نفسها ومجتمعها على الدين والأخلاق؟[18]
- «كيف ننقل للفقراء أن الله يحبهم؟»[19] في هذا بطريقة ما، غالباً ما تنتقد منهجيته الظلم الاجتماعي والاقتصادي الذي يعتقد أنه مسؤول عن الفقر في أمريكا اللاتينية ورجال الدين داخل الكنيسة الكاثوليكية.

في عام 1974، أسس جوتيريز فرع ليما التابع لمعهد بارتوليمي دي لاس كاساس. يهدف المعهد، في بيان مهمته، إلى استخدام اللاهوت كوسيلة لمعالجة القضايا الاجتماعية المعاصرة والتثقيف من خلال البحث والمشاركة مع المشرعين، والتعاون مع المنظمات الشعبية.
جوتيريز هو عضو في أكاديمية اللغة البيروفية. في عام 1993، حصل على وسام جوقة الشرف من قبل الحكومة الفرنسية لعمله الدؤوب. في عام 2002، انتُخب جوتيريز ليكون عضوًا للأكاديمية الأمريكية للفنون والعلوم، وفي عام 2003 حصل على جائزة برينسيب دي أستورياس. في عام 2016، حصل على جائزة Pacem in Terris من جامعة القديس أمبروز.

## النشأة والتعليم
في 8 يونيو 1928، وُلد غوستافو جوتيريز لأبوين ممزوجين (مجموعة عرقية)، فكان نصفٌ من أصل إسباني ونصف من السكان الأصليين.
أصيب غوتيريز بالتهاب العظم ونخاعه في سن المراهقة وكثيراً ما كان طريح الفراش. كان عليه استخدام كرسي متحرك من سن 12 إلى 18. ومع ذلك، يصفها بأنها تجربة تكوينية، مدعيًا أنها غرست قيمة الأمل من خلال الصلاة وحب العائلة والأصدقاء. كان لهذه التجربة تأثير عميق على اهتمامه باللاهوت.
في البداية درس الطب في جامعة سان ماركوس الوطنية في بيرو ليصبح طبيباً نفسياً، ثم أدرك أنه يريد أن يصبح كاهنًا. أكمل دراساته اللاهوتية في كلية اللاهوت في لوفين في بلجيكا وفي ليون في فرنسا، حيث درس في عهد هنري دي لوباك، وإيف كونجار، وماري دومينيك تشينو، وكريستيان دوكوك، وعدة أشخاص آخرين. وتعرف فيها جوتيريز على إيديولوجيات الدومينيكان واليسوعية، وكان متأثرًا بعمل إدوارد شيلبيككس وكارل رانر وهانس كونغ ويوهان بابتيست ميتز. أثّر وقته في أوروبا على مناقشة انفتاح الكنيسة على العالم المعاصر. وقد تأثر باللاهوتيين البروتستانت مثل كارل بارث والعلماء الاجتماعيين مثل فرانسوا بيروكس وفكرته في التنمية. في عام 1959، عُين جوتيريز كاهنًا.
أثناء الدراسة في أوروبا، صادف جوتيريز مفكرين آخرين غير متدينين كان لهم تأثير عميق على إيديولوجيته وتشكيله للاهوت التحرير في نهاية المطاف. وفي كلية اللاهوت بليون، فرنسا، تطرق لكارل ماركس، ولسيغموند فرويد -الذي حصل على إجازة فلسفية عنه في جامعة لوفران- وللمنظرين التطوريين الذين عادة ما كانت الكنيسة تعارضهم أو تثبطهم. أتاحت مناقشة ماركس للنضال الطبقي وظروف الفقر المادية لجوتيريز إطارًا لفهم عدم المساواة الاجتماعية والاقتصادية.
كان جوتيريز في وقت من الأوقات كاهنًا أبرشيًا لإقليسيا كريستو ريدينتور (كنيسة المخلص المقدس) في ريماك، بيرو.

## تأسيس لاهوت التحرير
عندما عاد إلى بيرو، بدأ غوتيريز في صياغة فهمه لـ «واقع» أمريكا اللاتينية - الأساس والقوة الدافعة للاهوت التحرير. يقول: «لقد جئت من قارة يعيش فيها أكثر من 60 ٪ من السكان في حالة فقر، و 82 ٪ من هؤلاء يجدون أنفسهم في فقر مدقع». ركز جوتيريز جهوده على إعادة اكتشاف «حب جارك» كالفكرة المركزية للحياة المسيحية. لقد شعر أن اللاهوت الأوروبي الذي درسه لا يعكس الظروف المادية القمعية في أمريكا اللاتينية. في عام 2003، ذكّر غوتيريز بأن «أبناء الأبرشية في ليما سيعلمونني مجلدات عن الأمل في خضم المعاناة». ألهمته هذه العلاقة مع المسيحية كتابه «عن الوظيفة»، الذي نُشر في عام 1987.
وُضعت الخطوط العريضة لاقتراح غوتيريز اللاهوتي في مؤتمره «نحو لاهوت التحرير» خلال الاجتماع الثاني للكهنة والعلمانيين في تشيمبوتي، بيرو، بين 21 و 25 يوليو 1968. في هذا الاقتراح، يستشهد في مناسبات متعددة ب «الفرح والأمل» للمجمع الفاتيكاني الثاني وبرسالة تنمية الشعوب لبولس السادس. بالنسبة إلى جوتيريز، كان مصدر مشاكل أمريكا اللاتينية هو الخطيئة التي تجلت في بنية اجتماعية غير عادلة. كان حل هذه المشكلة هو التأكيد على كرامة الفقراء عن طريق إعطاء الأولوية لمجد الله المتجلي بهم. نُقّح هذا المنظور على مدى السنوات الخمس التالية، حتى نشر جوتيريز كتاب «لاهوت التحرير» في عام 1973.
وهكذا ظهر لاهوت التحرير كتحليل كتابي للفقر. ميز جوتيريز شكلين من أشكال الفقر: «حالة فاضحة» و «طفولة روحية». وأشار إلى أنه في حين أن الأولى ممقوتة من الله، إلا أن الثانية مُقدرة. حدد جوتيريز أن كل شكل من أشكال الفقر كان موجودًا في أمريكا اللاتينية، حيث يتوق المرء للخبز ولله. لا يمكن إظهار مقاصد الله للإنسان إلا من خلال تجسيد الإيمان الملتزم، بغض النظر عن اللون أو الطبقة الاجتماعية التي وُلد فيها. يصر اللاهوت التحريري على إعطاء الأولوية لهدية الحياة على أنها التجسد الأعلى لله.
يؤكد غوتيريز على أن فهمه للفقر ك «حالة فاضحة» ينعكس في غموض لوقا «طوبى لك أنت فقير، لأن ملكوت الله هو ملكك»، في حين أن تفسيره بأنه «طفولة روحية» له سابقة في آية ماثيو، «طوبى للفقراء في الأفق، لأن ملكوتهم هو مملكة الجنة». يجادل بأن هناك أشكالًا من الفقر تتجاوز الاقتصاد.

## خيارٌ للفقير

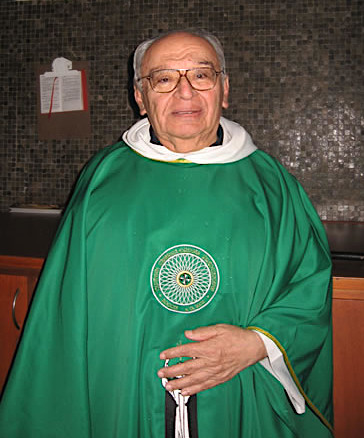
صورة لغوستافو غوتيريز ميرينو، عالم اللاهوت البيروفي المشهور عالميًا

يدعو غوتيريز إلى فهم واقع الفقراء. كونك فقيرًا لا يعني ببساطة نقصان الموارد الاقتصادية للتنمية. على العكس من ذلك، يفهم جوتيريز الفقر باعتباره «طريقة للعيش، والتفكير، والمحبة، والصلاة، والإيمان والانتظار، وقضاء وقت الفراغ، والقتال من أجل الحياة». من ناحية أخرى، يؤكد الدومينيكان أن الفقر هو نتيجة للمؤسسات الاجتماعية المعيبة. في حين أن العديد من اللاهوتيين يبالغون في تبسيط الجذور الاجتماعية للفقر، فإن أصل الفقر بالنسبة إلى جوتيريز هو أكثر تعقيدًا. في أمريكا اللاتينية، تنبع هذه المشكلة من زمن الغزوات إضافة إلى العديد من العوامل السياسية والجغرافية والشخصية.
يؤدي إعلان الإنجيل في خضم الوضع الظالم في أمريكا اللاتينية إلى تطبيق قائم على المبادئ المستمدة من كلمة الله. في مقالة «اللاهوت والفقر»، يشير جوتيريز إلى أن هذا الخيار يجب أن يؤدي إلى ثلاثة إجراءات محددة جيدًا. يتمثل الخيار التفضيلي للفقراء كمحور أساسي للحياة المسيحية في ثلاثة مستويات:
- يدين إعلانُ حكم الله وشهادتُه الفقرَ.
- يكشف ذكاء الإيمان عن جوانب أساسية من الله ويوفر منظوراً للعمل اللاهوتي.
- المشي على خطى يسوع، والمعروف باسم الروحانية، هو -على أعمق مستوى- الأساس الذي يقوم عليه كل شيء آخر.

يكمن الأساس الكتابي الرئيسي لهذا التطبيق العملي في تجسد المسيح وإخلاء ذاته. بالنسبة إلى جوتيريز، فإن خدمة المسيح بين المرفوضين والمحتقرين لوقته هي مثال واضح للكنيسة المعاصرة. علاوة على ذلك، «التجسد هو عمل مُحب. المسيح يصبح إنسانًا ويموت وينهض ليحررنا، ويجعلنا نتمتع بالحرية. الموت والقيامة مع المسيح هو التغلب على الموت والدخول في حياة جديدة. الصليب والقيامة هما ختم حريتنا». ينظر جوتيريز إلى حرية المسيح كمصدر للحرية الروحية والاقتصادية.
لا يُعد التأمل اللاهوتي في التحرير مجرد خطاب بسيط دون آثار عملية وملموسة. إن التفكير في وضع الفقراء يؤدي إلى ما يسميه علماء اللاهوت التحريري «التطبيق العملي»، إذ يحاولون تصحيح العملية التي يبني بها إيمان الكنيسة التحرير الاقتصادي والروحي والفكري للشعوب المضطهدة اجتماعياً. إذن، للتطبيق العملي المحرر أساسٌ في الحب الذي يظهره الله لنا وفي الشعور بالتضامن والزمالة التي ينبغي أن توجد في العلاقات الشخصية بين أبناء الله. هذه هي المفاهيم التي طورها جوتيريز بالتنسيق مع الناشط التربوي الفيلسوف باولو فريري، الذي استكشفت أعماله المذهلة في عام 1971، «بيداغوجيا أوف ذي أوريدسيد» مفهوم الممارسة والتطبيق التفضيلي للفقراء.

## معهد لاس كاساس والانتقال إلى الولايات المتحدة
في عام ١٩٧٤، أسس غوتيريز فرع ليما لمعهد بارتولومي دي لاس كاساس. سعى المعهد، في بيان رسالته، إلى استخدام اللاهوت كوسيلة لمعالجة القضايا الاجتماعية المعاصرة والتثقيف من خلال البحث والتواصل مع المشرّعين والتعاون مع المنظمات الشعبية.

## الإشادات
كان غوتيريز عضوًا في الأكاديمية البيروفية للغات. في عام ١٩٩٣، مُنح وسام جوقة الشرف من الحكومة الفرنسية تقديرًا لعمله الدؤوب. في عام ٢٠٠٠، منحت جامعة براون غوتيريز دكتوراه فخرية في اللاهوت. في عام ٢٠٠٢، انتُخب غوتيريز لعضوية الأكاديمية الأمريكية للفنون والعلوم.

## الوفاة والتدفین
توفي غوتيريز بسبب ذات الرئة في دير في ليما في 22 أكتوبر 2024، عن عمر يناهز 96 عامًا. في 23 أكتوبر 2024، أقيمت صلاة الغروب وصلاة الغروب والقداس للاحتفال بذكرى غوتيريز في مقر إقامة الدومينيكان في ليما حيث كان يقيم. في 24 أكتوبر، مُنح غوتيريز جنازة عامة في كنيسة الوردية المقدسة، برئاسة رئيس أساقفة ليما كارلوس كاستيلو ماتاسوليو.

## وصلات خارجية
- غوستافو غوتيريز على موقع الموسوعة البريطانية (الإنجليزية)
- غوستافو غوتيريز على موقع مونزينجر (الألمانية)